# Krystyna Mandecka
Krystyna Mandecka po mężu Senkara (ur. 1 czerwca 1951 w Chorzowie) – polska lekkoatletka sprinterka, mistrzyni Polski.

## Kariera sportowa
Na europejskich igrzyskach juniorów w 1968 w Lipsku zdobyła wraz z koleżankami brązowy medal w sztafecie 4 × 100 metrów (polska sztafeta biegła w składzie: Mandecka, Urszula Soszka, Danuta Kopa i Elżbieta Nowak). Mandecka zajęła również 7. miejsce w biegu na 200 metrów.
Wystąpiła na mistrzostwach Europy w 1969 w Atenach w sztafecie 4 × 100 metrów, która w składzie: Mandecka, Danuta Jędrejek, Urszula Jóźwik i Mirosława Sarna zajęła w finale 5. miejsce.
Była mistrzynią Polski w sztafecie 4 × 100 m w 1974 i w 1975 oraz brązową medalistką w 1969.
W latach 1969–1970 startowała w trzech meczach reprezentacji Polski (3 starty) w sztafecie 4 × 100 m, odnosząc 2 zwycięstwa.
Rekordy życiowe:
| Konkurencja        | Data i miejsce           | Wynik | Źródło      |
| ------------------ | ------------------------ | ----- | ----------- |
| bieg na 100 metrów | 24 maja 1970, Poznań     | 11,7  | [ 5 ] [ 6 ] |
| bieg na 200 metrów | 8 czerwca 1973, Warszawa | 24,6  | [ 6 ]       |

Była zawodniczką Polonii Warszawa. Jest matką dziennikarki i prezenterki telewizyjnej Anny Senkary.